# Кардокс

Кардокс.

Кардокс (рос. кардокс, англ. cardox; нім. Cardoxverfahren n) – безполуменеве висадження патронами Кардокс. Принцип дії базується на миттєвому перетворенні рідкої вуглекислоти, яка поміщена в сталевий патрон, в газоподібний стан за рахунок тепла нагрівального елемента.

## Інтернет-ресурси
- MINES AND QUARRIES. The Coal Mines (Cardox and Hydrox) Regulations, 1956 [Архівовано 31 жовтня 2018 у Wayback Machine.]